# Evangelio de José de Arimatea
El Evangelio de José de Arimatea está clasificado entre los apócrifos del Nuevo Testamento. Es falsamente atribuido a José de Arimatea, involucrando mitos de su historia.

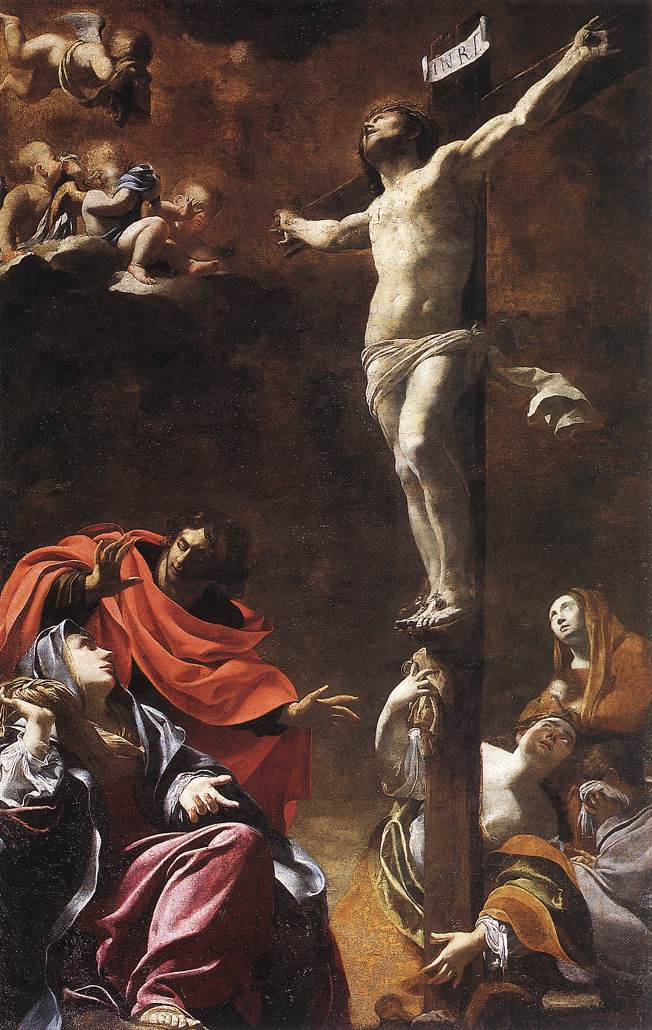
La crucifixión (1622) de Simon Vouet; Iglesia de Jesús Génova.

## Contenido
Según los evangelios canónicos, José de Arimatea, junto a Nicodemo, fue quien enterró a Jesús de Nazaret.
Para el apócrifo, los judíos desaprobaban el comportamiento de José y Nicodemo a favor de Jesús, y por eso José fue enviado a prisión. Liberado milagrosamente, aparece primero en Arimatea, su ciudad natal, y de allí se dirige a Jerusalén, donde cuenta cómo fue liberado por Jesús.